# 坪口道和
 坪口 道和（つぼぐち みちかず、1986年10月25日 - ）は、長崎県福江市（現在の五島市）出身の卓球選手。

## 経歴
福江中から青森山田高校を経て青森大学へ進学。現在は、元実業団チーム日産自動車のクラブチーム日産横浜クラブを経て、鎮西学院高校教員。
幼少期は長崎県の五島列島にある福江市で育ち、7歳から卓球を始める。福江中3年の時、全国中学校卓球大会・男子シングルスで準優勝し、その後名門の青森山田高校に進学。しかし、全国最高レベルの青森山田高校では横山友一・大矢英俊・高木和卓といった日本ジュニア代表クラスの1・2年にレギュラーを奪われ出場機会に恵まれず、3年では主将でありながら、終始ベンチから激励するという裏方の役割のまま終わる。
青森大学に進学するとようやく頭角を現し、大学1年時の2006年全日本学生卓球選手権で準優勝すると、2007年の全日本卓球選手権・男子シングルス5回戦で第一人者・松下浩二のカットを攻略し4-1で快勝。その年のジャパントップ12卓球大会では見事準優勝を果たすなど、好成績をおさめるようになる。翌年の2008年の全日本卓球選手権・6回戦では、その後4連覇を果たすこととなる水谷隼を最終ゲーム10-8とマッチポイントを奪うところまで追い詰めるという実力を見せ付けた。
その後、日産自動車に入社するも、2009年3月に卓球部が休部。しばらくは同社のクラブチームでプレー後、2014年の長崎国体のために地元長崎へ戻る。長崎ダイヤモンドスタッフを経て、同じく国体のために長崎へ来た垣原秀和、横山友一を中心にクラブチームKTY長崎を結成。全日本クラブ選手権では2012年、2013年と連覇を果たす。2014年の長崎国体では、横山、定松裕成のチーム編成で、5位入賞を果たす。
現在は現役選手としては一線を退き、鎮西学院高等学校で指導を行う。その一方、2018年、2019年の全日本卓球選手権では、男子ダブルスで同校の選手・卒業生である馬渡元樹とペアを組んで出場している。

## 主な戦績
2001年
- 全国中学校卓球大会 男子シングルス 準優勝

2006年
- 全日本学生卓球選手権 男子シングルス 準優勝

2007年
- 第12回ジャパントップ12卓球大会 男子シングルス 準優勝